# Eurasanté
 (juin 2025).
Eurasanté est l’agence de développement économique qui accompagne tous les acteurs de la filière santé - nutrition des Hauts-de-France dans leurs projets de recherche, de création et de développement d’activités.
L’agence Eurasanté anime dans ce cadre :
4 incubateurs - accélérateurs : 
- Le Bio-Incubateur et Bio-Accélérateur Eurasanté, pour aider à la création et au développement de start-ups innovantes en santé.
- L’incubateur – accélérateur Euralimentaire, pour aider à la création et au développement de start-ups innovantes en foodtech.
- L’incubateur – accélérateur Eurasenior, pour aider à la création et au développement de start-ups innovantes en silver économie.
- L’incubateur – accélérateur Vivalley, pour aider à la création et au développement de start-ups innovantes en sport, santé et bien-être.

1 pôle de compétitivité national : Clubster NSL (Nutrition-Santé-Longévité), qui est le réseau professionnel des acteurs de l’industrie, de la recherche et du soin engagés dans la Santé-Nutrition et Bien-vieillir en Hauts-de-France fort de 360 structures adhérentes.
4 campus de référence : 
- Le Parc Eurasanté, site d’excellence de 300 hectares destiné aux activités de pointe de la filière santé et situé au cœur du plus grand campus hospitalo-universitaire d’Europe, à Lille.
- Le campus de référence Euralimentaire, site destiné aux produits frais, locaux et à leur logistique situé au cœur du marché de gros de  Lomme, 2e plus grand marché de gros (fruits, légumes, fleurs) français après Rungis.
- Le Vivalley Campus, au cœur de l’Agglomération de Lens-Liévin, un campus de 110 hectares à vocation “Sport -Santé & Bien-être”.
- Le site Eurasenior, situé à l’Hôtel Deusy d’Arras, .premier incubateur – accélérateur en Silver économie d’Europe . destiné au développement de solutions innovantes en faveur du bien vieillir de la région Hauts-de-France.

La filière Santé-Nutrition des Hauts-de-France, animée par Eurasanté et Clubster NSL, est riche de 1.100 entreprises employant 32 000 salariés et actives dans les secteurs biotech/pharma, medtech/hospitech, e-santé, silver économie et services spécialisés.
Cette filière, qui rassemble un vaste réseau de PME et PMI aux côtés de grands groupes au rayonnement mondial, occupe une place particulière dans l’économie régionale puisqu’elle pèse 13.5 milliards d’euros (dont 3.5 milliards à l’export), plaçant ainsi la région à la 3e place des pôles d’importance nationale.
Les entreprises de cette filière interagissent avec un vaste réseau d’institutions de recherche parmi les plus fertiles de France avec 80 laboratoires associant 4000 chercheurs, axés sur des thématiques de santé publique d’importance majeure : cancer, maladies cardio-métaboliques et cardiovasculaires, pharmacologie, immunité, neurosciences, maladies infectieuses, maladies inflammatoires et santé digitale et imagerie médicale.

## Localisation
Le siège d’Eurasanté est situé au sein du Hub Eurasanté, bâtiment totem de la filière positionné au cœur du parc, l’un des plus grands campus hospitalo-universitaires d'Europe[1].
Le parc Eurasanté est l’un des sites d’excellence de la Métropole européenne de Lille (Hauts-de-France). Il est construit autour du centre hospitalier universitaire de Lille et est situé au sud de Lille sur les communes de Lille et de Loos.

## Historique
L'idée de créer un espace de valorisation des travaux de recherche des institutions académiques et des acteurs de la filière Santé régionale nait au début des années 1990 sous l'impulsion de François Grateau, directeur général du CHU de Lille, et de Pierre Mauroy, président de Lille Métropole Communauté Urbaine (LMCU).
À cette fin, l’association Eurasanté, dont les membres sont notamment la Région, la Communauté Urbaine de Lille, la Ville de Loos, la Caisse des dépôts et consignations et la Fédération universitaire polytechnique de Lille, est fondée en 1994.
En 1996, l’association Eurasanté se transforme en Groupement d'intérêt économique et signe une convention avec LMCU qui marque la naissance du Parc Eurasanté. La même année, les travaux d'aménagements sont engagés et la première entreprise s'installe.
En 1999, le Bio Incubateur Eurasanté, installé dans des locaux de 2 000 m2, est labellisé par le Ministère de l’Enseignement Supérieur et de la Recherche.
En 2005, le Pôle de compétitivité Nutrition Santé Longévité (NSL), dont le siège est implanté dans le parc, est labellisé par le Gouvernement.
Création de la convention d’affaires BioFIT, appelé initialement Carrefour européen des biotechnologies.
2006 - Création de la convention d’affaires NutrEvent
2009 - Création de la plateforme d’investissements Invest’Innove par Clubster Santé
2010 - Labellisation de Clubster Santé en tant que Grappe d’entreprises
2016 - Création du site d’excellence Euralimentaire, incubateur FoodTech
2017 - Création des conventions d’affaires Ageingfit et MedFIT
2019 - Fusion du Pôle NSL et de Clubster Santé pour donner naissance à Clubster NSL
2021 – Lancement de l’Incubateur-Accélérateur Silver Economie Eurasenior
2023 – Lancement de l’Incubateur-Accélérateur Vivalley
2024 – livraison du bâtiment du HUB Eurasanté/Usine-école

## Activités
Depuis 30 ans, en tant qu’agence de développement économique au service de la filière santé et du développement du territoire des Hauts-de-France, les missions d’Eurasanté sont de :
Valoriser la recherche
Soutenir les démarches de transfert de technologies et les projets collaboratifs. Faire le lien entre monde économique et acteurs académiques, pour aider à l’émergence de start-ups et de spin-off ;
Stimuler la création d'entreprises
Stimuler la création d’entreprises  innovantes en santé grâce à 4 incubateurs-accélérateurs : le Bio Incubateur et Bio Accélérateur Eurasanté, l’incubateur - accélérateur Euralimentaire,  l'incubateur - accélérateur Eurasenior et l’incubateur - accélérateur Vivalley.
Accompagner
L’équipe Eurasanté, composée de chargés d’affaires et d’experts scientifiques, répond à l’ensemble des besoins stratégiques des entreprises, des chercheurs et des porteurs de projets innovants en leur fournissant un panel de services et d’expertises pour développer leurs activités.
Promouvoir le territoire à l’international
Favoriser l’implantation d’entreprises et attirer de nouveaux talents en région et sur le Parc Eurasanté.
Animer la filière
Créer les meilleures conditions pour que les acteurs de la filière santé régionale se rencontrent, échangent, partagent et collaborent.
Booster l’innovation
Organiser des appels à projets pour stimuler et soutenir les innovations santé. Impulser des projets d’innovation pour contribuer à une meilleure santé des citoyens et participer au développement du territoire.

## Membres
Eurasanté, agence de développement économique régionale en santé nutrition dans toutes ses dimensions, est un groupement d’intérêt économique.
Le groupement est composé de 4 actionnaires :
- L’association Eurasanté Solidarités qui regroupe les collectivités locales, des acteurs de la recherche et de la formation
- Le Centre Hospitalier Universitaire de Lille
- L’association Clubster NSL qui est le pôle de compétitivité et regroupe 360 membres entreprises, acteurs de la recherche, du sanitaire et du médico-social
- L'IRCEM Prévoyance

Le GIE Eurasanté est présidé par Didier Delmotte, en tant que personnalité qualifiée.
Il est administré par un Conseil d’Administration, lui-même composé de 11 membres :
- 4 administrateurs CHU de Lille
- 4 administrateurs Association Eurasanté Solidarités
- 1 administrateur Clubster NSL
- 1 administrateur IRCEM Prévoyance
- 1 administrateur en tant que personnalité qualifiée

Le groupement réunit une Assemblée Générale, elle-même composée de :
- 7 représentants Association Eurasanté Solidarités
- 4 représentants CHU de Lille
- 2 représentants Clubster NSL
- 2 représentants IRCEM Prévoyance